# Дурмуш, Мухаммед Энес
Мухаммед Энес Дурмуш (тур. Muhammed Enes Durmuş; род. 8 января 1997, Зонгулдак) — турецкий футболист, играющий на позиции нападающего.

## Клубная карьера
Мухаммед Энес Дурмуш начинал свою карьеру футболиста, играя за молодёжные команды «Бешикташа», в том числе и в Юношеской лиге УЕФА. А также он выходил на поле в ряде матчей Кубка Турции за основную команду клуба. В середине июля 2017 года Мухаммед Энес Дурмуш перешёл в «Гёзтепе», вернувшийся в турецкую Суперлигу. 20 августа того же года он дебютировал в главной турецкой лиге, выйдя на замену в гостевом матче с «Кайсериспором».